# Сандер ван де Стреек
Сандер ван де Стреек (нід. Sander van de Streek, нар. 24 березня 1993, Барневельд, Нідерланди) — нідерландський футболіст, півзахисник клубу «Утрехт».

## Ігрова кар'єра

### Клубна
Сандер ван де Стреек починав займатися футболом у своєму рідному місті Барневельд. У віці 18 - ти років він перейшов до клубу «Вітесс». З 2012 року футболіста почали залучати до матчів першої команди. Але не маючи можливостей пробитися до основи, у 2013 році ван де Стреек відправився в оренду у естонську «Флора». Де за перший сезон виступів виграв з командою національний Кубок Естонії.
Після повернення до «Вітесса» ван де Стреек залишався поза основою. І коли у 2014 році його контракт з клубом добіг кінця, футболіст перейшов до «Камбюра». З яким пограв у Ередивізі, вилетів до Другого дивізіону і знову повернувся до еліти. У сезоні 2016/17 ван де Стреек став кращим бомбардиром команди у Ерстедивізі, забивши за сезон 22 голи.
Влітку 2017 року півзахисник перейшов до клубу «Утрехт», уклавши з клубом трирічний контракт.

## Титули
Флора
 Переможець Кубка Естонії: 2012/13